# Wulfenit
A wulfenit ólom-molibdát alapú ásványfaj. Képlete PbMoO4. Főleg narancssárga-vörös, tábla alakú kristályként található, néha barna színű. A wulfenit nem szilárd eléggé, hogy drágakőnek minősüljön.
Az ásványt Franz Xaver von Wulfen (1728–1805) osztrák mineralógus után nevezték el.
A wulfenit tetragonális rendszerűen kristályosodik, gyakran tömpe, piramidális vagy tábla alakú kristályokkal. Előfordul viszont granuláris alakban is. Sok helyen található, főleg ólombányákban mint másodlagos oxidált ólomlerakat.

## Külső hivatkozások
1. ↑  Webmineral data
2. ↑  Бабич Д.. Минералогија. Београд: Рударско-геолошки факултет (2003)
3. ↑  Hurlbut, Cornelius S.; Klein, Cornelis. Manual of Mineralogy (1985). ISBN 0-471-80580-7